# Campo Gálico

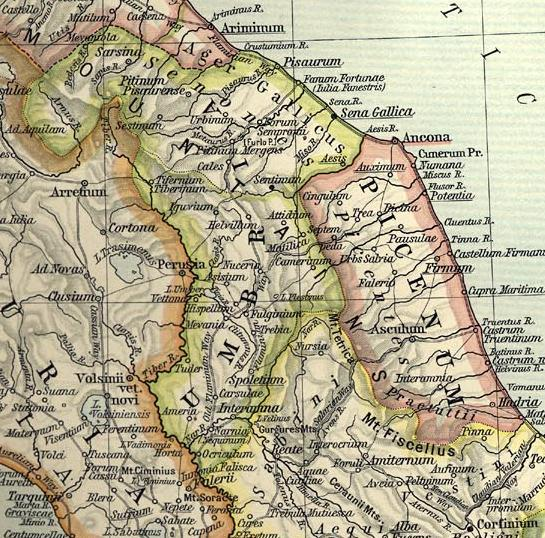
Mapa da Úmbria e Piceno mostrando a localização do Campo Gálico

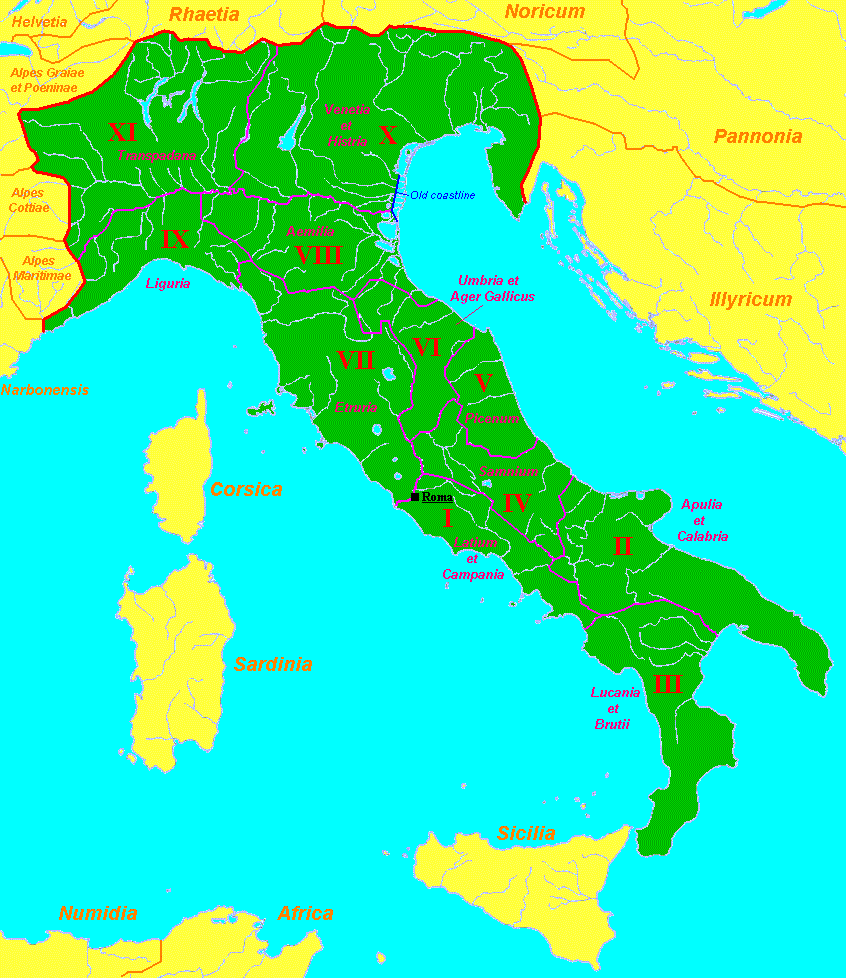
Itália augustana

Campo Gálico ou Campo Gaulês (em latim: Ager Gallicus) é uma expressão que define o território conquistado pela República Romana após a derrota dos sênones, no começo do século III a.C., na Batalha de Sentino (295 a.C.). Corresponde à porção da moderna região de Marcas ao norte do rio Esino (Esis à época romana) e é delimitada, ao norte, pelo rio Rubicão, a leste pelo mar Adriático e ao sul pelo Esino. Devido a presença dos picentinos, uma das várias tribos itálicas que viveu na área entre os séculos X e IV a.C., por vezes foi chamado de Campo Gálico [e] Piceno.

## História
O território de Campo Gálico foi povoado por diferentes grupos étnicos, principalmente picentinos, etruscos e gauleses sênones, enquanto na costa os gregos da Sicília fundaram Ancona. Em 283 a.C., após uma série de vitórias sobre os gauleses, incluindo a Batalha do lago Vadimo, os sênones foram expulsos da zona costeira pelos romanos, que ocuparam o território até Ancona, então renomeado como "Gália Togada" (em latim: Gallia Togata; lit. "Gália com toga"). Em 268 a.C., os picentinos foram derrotados na Gália Togada por dois exércitos consulares, embora sejam incertas as razões do conflito; sugere-se uma rebelião no ano anterior.
De modo a controlar a população e as atividades mercantis dessa região, os romanos fundaram as colônias costeiras de Sena Gálica (Senigália), Arímino (Rimini) Pisauro (Pesaro) e Fano de Fortuna (Fano). Sua administração foi regulada em 232 a.C. pela Lei Flamínia para divisão por homem do Campo Gálico e Piceno (em latim: Lex Flaminia de agro Gallico et Piceno viritim dividendo) do tribuno da plebe Caio Flamínio, que fracionou o país em lotes a serem distribuídos a agricultores falidos em decorrência de guerras anteriores, bem como criou uma rede de prefeituras (praefecturae), para algumas das quais, em meados do século I a.C., foram conferidas o estatuto de município: Esis (Jesi), Suasa, Ostra e Fórum Semprônio (Fossombrone).
A construção, em 220 a.C., da via Flamínia alterou a posição relativa do Campo Gálico, que agora conectava-se à sede do poder pela estrada consular que atravessava-a junto do vale do rio Metauro. Após a reorganização administrativa augustana da península Itálica, o Campo Gálico foi unido à Úmbria e tornar-se-ia parte da VI Região - Úmbria e Campo Gálico (Regio VI Umbria et ager Gallicus). A reforma diocleciana do ano 300 dividiu as regiões e combinou o Campo Gálico com Piceno com a qual formaria a província de Flamínia e Piceno.
Mais tarde, sob o imperador Teodósio (r. 378–395), o território foi dividido novamente (desta vez de Piceno, que tornar-se-ia a província de Piceno Suburbicário), e tornar-se-ia parte da província de Flamínia e Piceno Anonário. Com este novo nome, que foi o primeiro a incluir a palavra Piceno, alguns viram o reconhecimento (embora tardio) pelos romanos do povo itálico conhecido como picenos, que viveu na área entre os séculos X e IV a.C..